# ClioMakeUp
ClioMakeUp, pseudonimo di Clio Zammatteo (Belluno, 15 novembre 1982), è una truccatrice, youtuber, conduttrice televisiva e imprenditrice italiana con cittadinanza statunitense.

## Biografia
Si è diplomata presso il liceo artistico Leonardo Da Vinci di Belluno nel 2004. Ha frequentato a Milano il corso di video design presso l'Istituto Europeo di Design; nel 2007, per la tesi, ha collaborato alla produzione di Vitellopoli, videoclip non ufficiale della canzone Il vitello dai piedi di balsa per Elio e le Storie Tese. Conclusi gli studi, si è trasferita a New York, dove ha imparato la lingua inglese e ha frequentato la scuola professionale per truccatori Make Up Designory.
Il 26 luglio 2008 ha aperto su YouTube il canale ClioMakeUp che è cresciuto ben presto in popolarità e, con oltre 1 milione di iscritti e più di 200 milioni di visualizzazioni, risulta attualmente fra quelli maggiormente seguiti su YouTube Italia. Ne sono seguite collaborazioni con Vogue e Pupa. Nel 2009 ha pubblicato il manuale di make-up illustrato Clio Make-up - La scuola di trucco della regina del web, nel 2010 Clio beauty care - La cura della pelle e i cosmetici fai-da-te, nel 2015 il romanzo Sei bella come sei, editi da Rizzoli.
Nel 2012 ha condotto per due edizioni il programma televisivo Clio Make Up sul canale Real Time, con buoni risultati di ascolto. Dal 2012 al 2014 ha realizzato tutorial per il canale YouTube dell'azienda di cosmetici Maybelline New York durante le settimane della moda di New York per le sfilate di Custo Barcellona, DKNY e L.A.M.B.
Durante la settimana della moda di Milano del 2013 è stata capo staff trucco per Maybelline nelle sfilate di Kristina Ti e Fatima Val.
Nel 2016 ha vinto il premio San Martino della città di Belluno. Nel 2018 ha lanciato la propria linea di cosmesi a marchio "ClioMakeUp" ed è tornata dopo cinque anni a condurre un programma su Real Time, Clio missione mamme. Nel 2019 ha intrapreso un nuovo progetto imprenditoriale aprendo quattro punti vendita Clio Pop Up a Milano, Firenze, Padova e Napoli. Nel 2020 ha presentato un nuovo programma televisivo, Clio PopUp, sempre su Real Time, registrato nel negozio di Napoli.
Nell'agosto 2021 ha annunciato Clio Back Home per Discovery+, docu-serie che racconta la vita di Clio dagli esordi a New York e fino al ritorno in Italia, sia familiare che professionale.
È apparsa sulla copertina di Postalmarket primavera-estate 2022. Nel 2024 è truccatrice della cantante Rose Villain al Festival di Sanremo.

## Vita privata
Ha vissuto per più di dieci anni a New York con il marito Claudio Midolo, un game designer italiano. La coppia ha due figlie: Grace Cloe Midolo, nata il 29 luglio 2017,  e Joy Claire Midolo, nata il 22 aprile 2020. Nel settembre 2020 è rientrata definitivamente in Italia. Il 9 luglio 2024 annuncia sui suoi canali social la separazione dal marito.

## Opere
- Clio Make-up, 2009, Rizzoli
- Clio beauty care, 2010, Rizzoli
- Sei bella come sei, 2015, Rizzoli

## Televisione
- Clio Make Up (Real Time, 2012-2013)
- Make-Up Time con Clio (Real Time, 2013)
- Clio missione mamme (Real Time, 2018)
- Clio PopUp (Real Time, 2020)
- Clio Back Home (Discovery+, 2021)